# Sphaerotheca breviceps
Espèce
Synonymes
- Rana breviceps Schneider, 1799
- Rana variegata Gravenhorst, 1829
- Pyxicephalus fodiens Jerdon, 1854 "1853"
- Pyxicephalus pluvialis Jerdon, 1854 "1853"
- Sphaerotheca pluvialis (Jerdon, 1854 "1853")
- Sphaerotheca strigata Günther, 1859 "1858"
- Rana swani Myers & Leviton, 1956
- Sphaerotheca swani (Myers & Leviton, 1956)
- Tomopterna maskeyi Schleich & Anders, 1998
- Sphaerotheca maskeyi (Schleich & Anders, 1998)

Statut de conservation UICN

 LC  : Préoccupation mineure
Sphaerotheca breviceps est une espèce d'amphibiens de la famille des Dicroglossidae.

## Répartition
Cette espèce se rencontre au Pakistan, en Inde, au Népal, en Birmanie et au Sri Lanka du niveau de la mer à 1 500 m d'altitude.
Sa présence est incertaine au Bangladesh et aux Maldives.

## Publication originale
- Schneider, 1799 : Historiae amphibiorum naturalis et literariae, fasciculus primus, continens ranas, calamitas, bufones, salamandras et hydros in genera et species descriptos notisque suis distinctos. Jena, vol. 1, p. 1-266, (texte intégral).